# Cuatro Frentes
Cuatro Frentes (en inglés "Four Fronts")  es un juego de mesa creado por el uruguayo Gabriel Baldi Lemonnier.

## Historia
Fue creado en 2012, por el profesor uruguayo Gabriel Baldi Lemonnier, que lo inventó y patento como el Ajedrez Uruguayo.
El juego es una variante del ajedrez, para dos, tres o cuatro contrincantes que juegan en parejas o de forma individual. Aunque se juegue en parejas, los compañeros no pueden hablar. Consiste en mover las piezas a través de los cuadros negros o blancos de un tablero, con la intención de capturar. Al tablero estándar de ocho por ocho cuadros, se le agregó cuatro secciones para las respectivas formaciones.
Las piezas son 12 por cada jugador: el rey, la dama, el alfil, el caballo, torre y peón, a los que se agrega el príncipe (pieza que combina en cada jugada el movimiento del alfil y la torre). Las piezas son de color: blanco, negro, amarillo y rojo.